# Parfenov
Parfenov je priimek več oseb:
- Kuzma Dimitrijevič Parfenov, sovjetski general
- Dmitro Volodimirovič Parfenov, ukrajinski nogometaš